# Estación Ingeniero Castello
Ingeniero Manuel F. Castello es una estación ferroviaria de la localidad de Tapiales, en el partido de La Matanza, provincia de Buenos Aires, Argentina.

## Servicios
La estación opera dentro de la Línea Belgrano Sur, para el ramal que conecta la estación terminal provisoria Sáenz con González Catán. La Línea Belgrano Sur es una de las líneas suburbanas de Buenos Aires y forma parte a nivel nacional del Ferrocarril General Belgrano de la red ferroviaria argentina.

## Ubicación
La estación se encuentra elevada, por encima de las estaciones Agustín de Elía del ramal Haedo-Temperley del Ferrocarril General Roca, y Kilómetro 12, cabecera del servicio Kilómetro 12-Libertad de la Línea Belgrano Sur. Se accede desde la colectora de la autopista Riccheri y se encuentra en cercanías del Mercado Central de Buenos Aires.